# DTF travel
DTF travel (Dansk Total Ferie) blev grundlagt i 1991 af Marianne og Bent Jørgensen i Hjørring. Virksomhedens idé var at sælge kør-selv-rejser til lave priser.
I 1994 oprettedes den tyske afdeling, DTF travel GmbH, i Flensborg. I 2002 gik DTF travel online med salg hotelferier, vinterferier, sommerferier, weekend-/miniferier m.m. via hjemmesiden. Dette fulgte til etableringen af DTF Club Plus, der nu er Nordens største rejseklub. I dag sælger DTF travel kør-selv-rejser, pakkerejser og flyrejser på det danske, svenske, norske og tyske feriemarked.
I 2007 opkøbte DTF travel rejsebureauet Best Travel. 
7 år i træk har Børsen kåret DTF travel til Gazelle- og vækstvirksomhed.
I 2010 blev DTF Group solgt til det svenske online rejsebureau Sembo.
DTF travel har siden 2011 indgået i Stena Line Travel Group sammen med Sembo, Best Travel, nemrejse.dk, flygbiljetter.se og FeriDe Reisen.
I september 2023 skiftede DTF travel navn til Sembo.